# Vimalamitra
Vimalamitra (tib. Dime Šeňen) byl buddhistický mnich z osmého století ze země zvané Uddijána (tib. Orgjän), což kdysi mělo být skutečné království rozprostírající se na území dnešního severního Pákistánu. Dle tradice měl být Vimalamitra známý jako největší indický učenec své doby. Narodil se ve středně zámožné rodině (dle tradice údajně jako syn krále Dhahenácady a jeho ženy Simhy Sriptiky). Nejprve byl žákem tantrického mistra Buddhaguhje. Při pocházce s jiným učencem jménem Džňánasútra se jim zjevil buddha Vadžrasattva a vyzval je, aby se vydali do Číny a vyhledali zde mistra jménem Šrí Simha (nebo také Šrí Singha). Vadžrasattva jim měl údajně sdělit, že byli pět set minulých životů učenci a nedosáhli osvícení a když budou i nadále postupovat stejným způsobem, opět se jim to nepodaří. Vimalamitra uposlechl a vydal se do Číny, kde se setkal s dzogčhenovým mistrem Šrí Simhou, u něhož studoval dvacet let. Když se vrátil do Indie a vyprávěl o svých zkušenostech Džňánasútrovi, nakonec i on odešel do Číny za Šrí Simhou. Později se Vimalamitra stal žákem Džňánasútrovým, jelikož ten měl od Šrí Simhy obdržet hlubší nauky. Dle tradice se měl Vimalamitra po smrti svého učitele Šrí Simhy stát učitelem jakéhosi indického krále a následně měl dalších sedm let praktikovat na pohřebišti.
Poté Tibetský král Thisong Decän pozval Vimalamitru do Tibetu. Tak měl vedle Padmasambhavy a Vairóčany zásadní význam pro přenesení buddhismu a obzvlášť dzogčhenu do této země. Vimalamitra se proslavil hlavně tím, že do Tibetu přenesl právě učení dzogčhenu v jeho podobě Mengagde. K jeho nejvýznamnějším pracím patří soubor pojednání s názvem „Vima ňingthig“, které se zabývá nejvnitřnější esencí (ňingthig) dzogčhenu. Vimalamitra přeložil řadu textů a získal si tak jméno „krále překladatelů“ a jednoho z nejučenějších mezi Tibeťany.
Po třinácti letech působení v Tibetu odešel do Číny a zde dosáhl realizace tzv. duhového těla. Slíbil, že se každé století znovuzrodí v Tibetu, aby tady udržoval a šířil dzogčhenovou nauku o nejvnitřnější podstatě (ňingthig), dokud bude trvat Buddhova Dharma.